# Albanologie

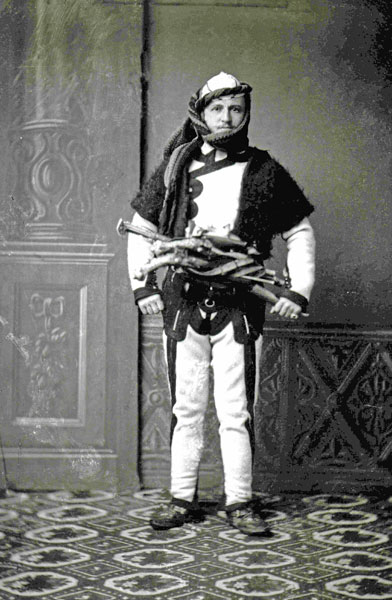
Theodor Anton Ippen en costume albanais à Shkodër en 1900.
Photo Pietro Marubi

L'albanologie est la science qui étudie la langue albanaise ainsi que la culture et l'histoire de l'Albanie.

## Liste d'albanologues
- Johann Erich Thunmann (1746-1778)
- Johann Georg von Hahn (1811–1869)
- Gustav Meyer (1850–1900)
- Theodor Anton Ippen (en) (1861-1935)
- Nicolae Iorga (1871–1940)
- Franz Nopcsa von Felső-Szilvás (1877–1933)
- Margaret Hasluck (1885–1948)
- Carlo Tagliavini (1903–1982)
- Eqrem Çabej (1908–1980)
- Eric Hamp (né en 1920)